# Muragachha
Muragachha è una suddivisione dell'India, classificata come census town, di 9.790 abitanti, situata nel distretto dei 24 Pargana Nord, nello stato federato del Bengala Occidentale. In base al numero di abitanti la città rientra nella classe V (da 5.000 a 9.999 persone).

## Geografia fisica
La città è situata a 22° 41' 29 N e 88° 25' 12 E e ha un'altitudine di 10 m s.l.m..

## Società

### Evoluzione demografica
Al censimento del 2001 la popolazione di Muragachha assommava a 9.790 persone, delle quali 5.022 maschi e 4.768 femmine. I bambini di età inferiore o uguale ai sei anni assommavano a 1.127, dei quali 589 maschi e 538 femmine. Infine, coloro che erano in grado di saper almeno leggere e scrivere erano 7.239, dei quali 3.975 maschi e 3.264 femmine.